# Torre del Torn
La Torre del Torn és una torre de defensa situada a l'illot del Torn, del municipi de Vandellòs i l'Hospitalet de l'Infant (Baix Camp). Està declarada com a bé cultural d'interès nacional.

## Descripció
És una torre de planta circular feta de còdols amb molt poc morter. Està situada damunt d'un roquer que és un tómbol, a l'extrem superior de l'illot del Torn. Aquest illot és una penca de roca que s'endinsa dins del mar a l'extrem sud de la platja de les Rojales que antigament, en determinat moments, quedava aïllat de la platja per l'aigua, cosa que rarament passa actualment. La construcció està molt degradada, i només en resta part del perímetre de la torre, encara que es podria restaurar, ja que encara es conserva la caixa del mur excavada a la roca. Encara es pot veure la ubicació de l'accés a la torre, i a l'interior s'observen els murs tirants que asseguraven la resistència de la torre a l'hora de fer front a possibles atacs.

## Història
La torre del Torn fou edificada pels Ducs de Cardona el segle xvi, i destruïda pels anglesos el 17 de juny de 1813. Comptava amb tres persones de vigilància i es finançava mitjançant la contribució per dret de pas i àncora pel coll de Balaguer. A la primavera del 2021 s'hi han executat obre de consolidació i de restauració.